# Casali (Mentana)
Casali è una frazione del comune di Mentana, in provincia di Roma, sita all'incrocio di via Nomentana con via delle Molette.

## Storia
La località corrisponde al sito archeologico dell'antica Nomentum, in età medievale feudo dei Crescenzi.
Nell'epoca feudale Casali era un insieme di casali anonimi (da cui prende il nome la cittadina). Uno di questi (Vigna Santucci) ospitò nel XIX secolo il quartier generale delle truppe franco-papali nella battaglia di Mentana.
Nel XX secolo, specialmente dopo gli anni cinquanta, incomincia l'espansione urbanistica di Casali con la costruzione di edifici civili e di una chiesa parrocchiale.
Nel 2002, in seguito al distacco del comune di Fonte Nuova dai comuni di Mentana e di Guidonia, parti delle zone abitate limitrofe a Casali si sono trovate nel nuovo costituendo comune.
Nel 2006 è stata inaugurata la tangenziale Casali-Mentana (Carabinieri-via Moscatelli) nota come via Madonna di Fatima o chiamato dai ragazzi "Lo Stradone".

## Monumenti e luoghi d'interesse
- Casale della Vigna Santucci
- Chiesa parrocchiale di Santa Maria degli Angeli

È in stile moderno.
Ha una pianta ottagonale con tetto a salienti con un sovrastante tamburo.
Davanti al portale d'ingresso vi sono una statua di una Madonna con Bambino con due statue degli angeli uno in piedi con in mano dei fiori e l'altro in adorazione della Madonna.
L'interno ad aula ed a navata unica rispecchia la pianta ottagonale esterna.
Davanti all'altare vi è un crocifisso, mentre dietro di esso vi sono dei quadri a carattere religioso, sopra al quadro centrale vi è una statua del Cristo Benedicente.
Ai lati dell'altare vi sono due cappelle.
Il campanile, a pianta quadrata ed in cemento, è alto 22,50 metri è sito sulla destra di chi guarda la facciata della chiesa.
Il sistema delle campane è stato portato da elettrico ad elettronico.
Una scalinata in ferro permette di arrivare alle campane.
Questa chiesa risale agli anni settanta del secolo scorso.
- Ruderi di Nomentum, sparsi in tutto il territorio della frazione, specialmente in località Montedoro e in località Parco Trentani.

## Società

### Tradizioni e folclore
Il mercato si svolge ogni giovedì mattina nella piazza antistante la chiesa.
Il 26 maggio si svolge la festa della Madonna degli Angeli.